# Pimpla spectabilis
Pimpla spectabilis là một loài tò vò trong họ Ichneumonidae.